# Schalde
Schalde ist ein mittelalterlicher Ausdruck für schmale, besonders aber flache Kähne mit sehr wenig Tiefgang. Diese benutzte man oft um beispielsweise Flüsse mit starker Strömung (Rhein) zu queren. Der Ausdruck Schalde steht deshalb heute noch vielerorts als Synonym für Fähre.
Der geringe Tiefgang machte die Kähne weniger empfindlich gegen die Strömung des Flusses als größere Schiffe. Gleichzeitig aber waren Schalden durch den geringen Tiefgang recht instabil und damit empfindlich gegen Wellen. Die Gefahr, mit einer Schalde zu kentern, machte eine Flussquerung zu früheren Zeiten zu einem nicht unerheblichen Risiko. 
Abgelöst wurden die Schaldenquerungen großer Flüsse ab dem 17. Jahrhundert durch sogenannte Gierponten.